# Memorial del genocidio de Ntarama
El Memorial del genocidio de Ntarama es un espacio conmemorativo situado en Ntarama, en una antigua iglesia católica, donde fueron asesinadas 5.000 personas el 15 de agosto de 1994, durante el Genocidio de Ruanda. Es uno de los seis museos del genocidio de Ruanda junto con Murambi, Bisesero, Nyamata, Kigali y Nyarubuye.
Ntarama está situado al Distrito de Kigali. Se encuentra después de unas horas conduciendo desde Kigali, la capital y la ciudad más grande en el país. Zaza, Sake, Kibungo y Nyamata son ciudades próximas. El aeropuerto de Nemba es lo más próximo.